# Kolimator

Rys.1. Prosty kolimator optyczny

Kolimator – przyrząd przetwarzający padające światło lub strumień cząstek w równoległą wiązkę (skolimowaną) lub w wiązkę o określonej zbieżności. Padający strumień może być rozbieżny, zbieżny bądź może nie mieć ustalonej zbieżności. Kolimator jest zwykle częścią składową większych przyrządów.

## W optyce
Podstawowym elementem kolimatora optycznego jest soczewka wypukła lub zwierciadło wklęsłe. Najprostszy kolimator składa się z soczewki i przysłony umieszczonej w jednym z jej ognisk (Rys. 1). Światło dobiegające z ogniska po przejściu przez soczewkę tworzy wiązkę równoległą.
Kolimatory stosowane są jako elementy wielu układów optycznych, np. oświetlaczy mikroskopowych. Jednym z zastosowań kolimatora w optyce jest symulator celu w nieskończoności (lub bardzo dużej odległości). Układ ten pozwala na celowanie w określony punkt, które pozbawione jest błędu paralaksy. Jest to funkcja kolimatora używana między innymi do dokładnego określania błędów w instrumentach geodezyjnych.

## W fizyce jądrowej

Rys. 2. Pojedynczy kolimator promieniowania jądrowego

Rys.3. Kolimator wielolistkowy.

Kolimacja wiązki promieniowania jądrowego polega na stosowaniu przesłon mających na celu wydzielenie wiązki promieniowania o określonym kierunku (Rys. 2). Promieniowanie o kierunku innym od wybranego jest pochłaniane w kolimatorze. 
Kolimator promieniowania może mieć postać pojedynczego kanału lub wielu równoległych kanalików. Kolimacja może być również wielostopniowa (najczęściej dwustopniowa). Polega ona na tym, że za pierwszą przesłoną umieszczona jest następna, ewentualne kolejne. Wiązka promieniowania nie musi być zawsze równoległa. Budowane są również kolimatory wytwarzające wiązkę rozbieżną (wachlarzowe, szpilkowe) lub zbieżną (stożkowe).
Odpowiednie skolimowanie wiązki jest istotne zarówno dla celów badawczych, jak i z powodu bezpieczeństwa. Kolimator ten stanowi niezbędny element aparatury stosowanej w medycynie nuklearnej. W radioterapii, w celu uzyskania kształtu wiązki dostosowanego do kształtu obszaru, który ma być naświetlany, stosuje się kolimator wielolistkowy. Jego działanie polega na możliwości niezależnego przesuwania cienkich płytek (listków) pochłaniających promieniowanie (Rys. 3). Płytki wykonane są z materiału o dużej liczbie atomowej, zwykle wolframu.

## Stopień kolimacji wiązki
Kolimacja nigdy nie jest doskonała. Miarą stopnia kolimacji jest kąt rozbieżności wiązki. Mierzy się go w miliradianach (mrad), jeżeli wiązka jest symetryczna. Jeżeli ma miejsce asymetria wiązki, wówczas stopień kolimacji podawany jest w mrad×mrad w dwóch prostopadłych kierunkach.